# Wilhelm Daser

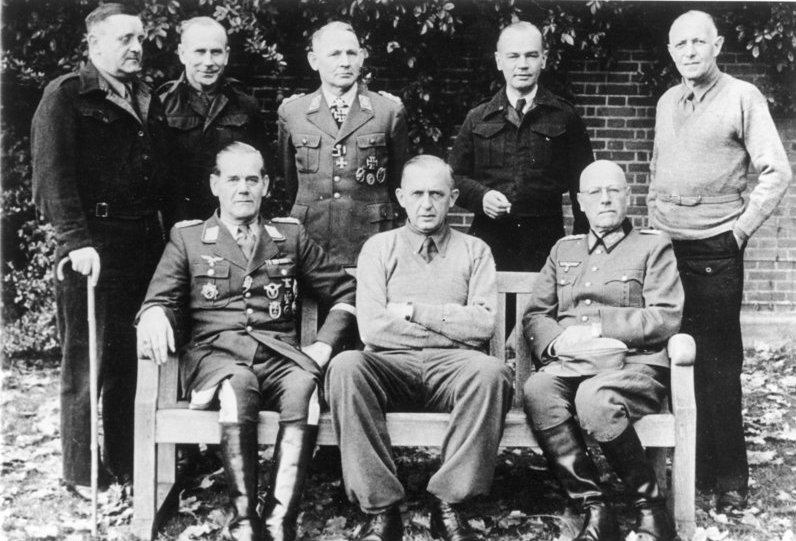
Wilhelm Daser (vordere Reihe ganz rechts) mit deutschen Offizieren in Trent Park, November 1944

Wilhelm Josef Daser (* 31. August 1884 in Germersheim; † 14. Juli 1968 in Ingolstadt) war ein deutscher Generalleutnant der Wehrmacht im Zweiten Weltkrieg.

## Leben
Daser trat nach dem Besuch des Kadettenkorps in München am 6. Juli 1903 als Fähnrich in das 15. Infanterie-Regiment „König Georg von Sachsen“ der Bayerischen Armee ein. Er absolvierte die Kriegsschule in München und avancierte anschließend Anfang März 1905 zum Leutnant. Von Juni 1910 bis September 1912 war Daser als Adjutant des Bezirkskommandos Weilheim in Oberbayern kommandiert und stieg Ende Oktober 1912 zum Oberleutnant auf.
Mit Beginn des Ersten Weltkrieges diente er bis zu einer Erkrankung Anfang Oktober 1914 als Regimentsadjutant des Reserve-Infanterie-Regiments Nr. 15. Nach seiner Gesundung kehrte er zwei Monate später in seine Funktion zurück, rückte Mitte Januar 1916 zum Hauptmann auf und war vom 18. Februar bis zum 4. Juni 1918 Adjutant der 3. Reserve-Infanterie-Brigade. Anschließend war Daser Kommandeur des III. Bataillons im Reserve-Infanterie-Regiment Nr. 18 und im August sowie im September 1918 zugleich mit der stellvertretenden Regimentsführung beauftragt. Daran schloss sich ab dem 9. Oktober 1918 eine Verwendung als Kommandeur des II. Bataillons im 30. Infanterie-Regiment an. Für sein Wirken während des Krieges hatte man ihn mit beiden Klassen des Eisernen Kreuzes, dem Militärverdienstorden IV. Klasse mit Schwertern und Krone, dem Verwundetenabzeichen in Schwarz sowie dem Ritterkreuz I. Klasse des Friedrichs-Ordens mit Schwertern ausgezeichnet.
Nach dem Krieg erfolgte am 21. Dezember 1918 zunächst seine Rückversetzung in sein Stammregiment, bevor Daser sich als Adjutant dem Freiwilligen-Detachement Schaaf anschloss. Am 25. September 1919 wurde er in die Reichswehr übernommen und stieg bis 1. Februar 1930 zum Kommandeur des II. Bataillons im 20. (Bayerisches) Infanterie-Regiment auf. In dieser Eigenschaft wurde Daser ein Jahr später zum Oberstleutnant befördert und am 31. März 1931 aus dem Militärdienst verabschiedet.
Einen Tag später erfolgte seine Anstellung in der Reichswehr als ziviler Ausbildungsbearbeiter in Regensburg, bevor er mit Wirkung zum 1. Oktober 1933 in das L-Offizier-Korps übernommen wurde. Am 5. März 1935 schloss sich seine Übernahme als Ergänzungsoffizier an. Ab 26. August 1936 war er in der Wehrmacht Ausbildungsleiter Aschaffenburg und Landwehr-Kommandant Hanau. Am 1. August 1937 wurde er zum Oberst (E) befördert und während des Zweiten Weltkriegs zum 1. Juni 1941 in das Aktivenverhältnis überführt. Vorher war er vom 1. bis zum 24. September 1941 Kommandeur des aus dem Ausbildungsleiter Aschaffenburg neu aufgestellten Infanterie-Regiments 388, welches der 214. Infanterie-Division unterstellt war. Die Division wurde 1940 beim Unternehmen Weserübung in Norwegen eingesetzt. Beim Einsatz an der Ostfront erlitt er einen körperlichen Zusammenbruch, sodass er ab dem 22. September 1941 krankgemeldet und in die Führerreserve versetzt wurde. Ab 3. Januar 1942 übernahm er das Infanterie-Ersatz-Regiment 251. Nach einer weiteren kurzen Versetzung in die Führerreserve war Daser ab Ende Juni 1942 zum Stab des Militärbefehlshabers Frankreich zwecks Einweisung als Feldkommandant kommandiert und avancierte am 1. Juni 1942 zum Generalmajor. Ab 1. August 1942 fungierte er als Feldkommandant 580 in Amiens, dann ab 1. Dezember des gleichen Jahres als Feldkommandant 894 in Marseille und ab Mitte des Monats als Oberfeldkommandant 670 in Lille. Vom 10. Juni bis 30. September 1943 war Daser Feldkommandant 454 bei der Heeresgruppe Süd. Vom 22. Dezember 1943 bis zum 31. Januar 1944 befand er sich erneut in der Führerreserve und wurde anschließend Kommandeur der 165. Reserve-Division, welche in Südholland stehend Mitte Juli 1944 zur Aufstellung der 70. Infanterie-Division verwendet wurde. Anschließend war er, ab 1. August 1944 Generalleutnant, Kommandeur dieser Division, mit welcher er am 6. November 1944 während der Schlacht an der Scheldemündung in Middelburg vor Einheiten der kanadischen 1. Armee kapitulierte und in Kriegsgefangenschaft geriet. Die 70. Infanterie-Division wurde auch „Magendivision“ oder „Weißbrotgeschwader“ genannt, da die Angehörigen aus Magen- und Darmkranken bestand, welche eine besondere Diät erhalten mussten. Im Oktober 1944 war der wiederholte Befehl an die Division ergangen, die Halbinsel Walcheren zu verteidigen, wobei aufgrund der aussichtslosen Lage der heimliche Rückzug der Offiziere einsetzte.
Daser kam in britische Kriegsgefangenschaft und war ab 9. November 1944 im Kriegsgefangenenlager für hohe Offiziere in Trent Park. Im Mai 1945 wurde er nach Amerika verlegt und wurde am 10. Dezember 1949 entlassen.